# Weerschip

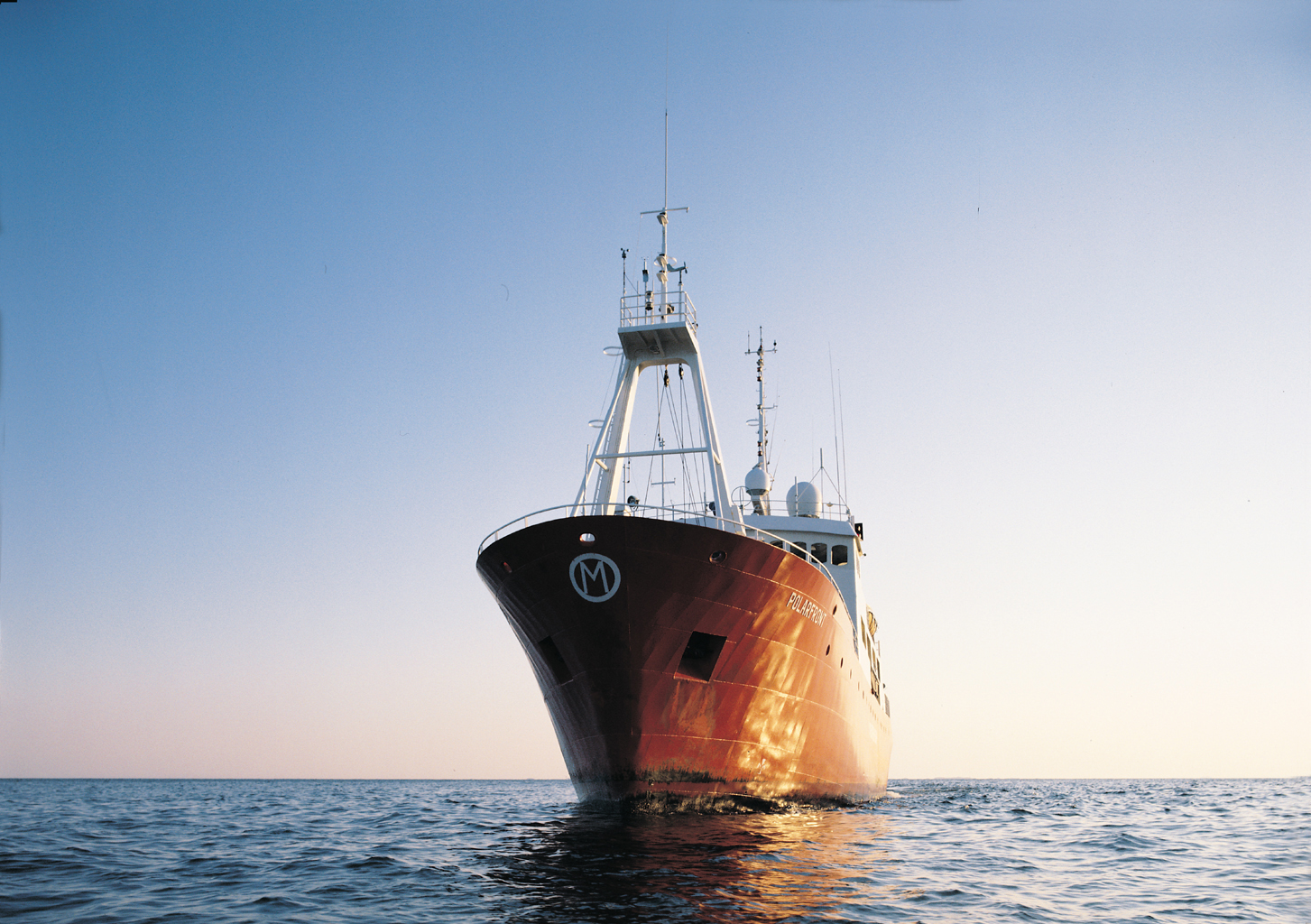
Het weerschip de MS Polarfront

Een weerschip was een schip dat op een bepaalde positie lag op de oceaan voor dienstverlening aan overvliegend luchtverkeer en waar meteorologische en oceanografische metingen werden uitgevoerd. 
De schepen waren vooruitgeschoven posten ten behoeve van meteorologische diensten in Europa. Gegevens werden verzameld om de trans-Atlantische luchtvaart te ondersteunen. Vanaf het begin werd deze dienst onder meer gefinancierd door Internationale Burgerluchtvaartorganisatie (ICAO) en elke luchtvaartmaatschappij die over de Atlantische Oceaan vloog. De navigatie van vliegtuigen was toen nog niet zo nauwkeurig als tegenwoordig met Global Positioning System (GPS). Piloten maakten destijds contact met de weerschepen om hun geschatte positie te laten controleren door de radaroperator aan boord van het schip. 
In Nederland beheerde de Rijksluchtvaartdienst de weerschepen tot 1975. De radiodienst van de weerschepen was onderdeel van de luchtverkeersleiding in het thuisland. 
Nederlandse marconisten (radiotelegrafisten) waren in dienst van de Rijksluchtvaartdienst, afdeling Luchtverkeersbeveiliging. Het KNMI leverde zeven waarnemers van de radiosondedienst uit De Bilt, die aan boord hetzelfde werk deden als in De Bilt, zoals viermaal per dag de weerballon oplaten en elk uur een weerrapport samenstellen. De informatie werd door de marconisten in morse naar Meteo Bracknell in Engeland geseind.
Vanaf de jaren zeventig werd de rol van weerschepen geleidelijk vervangen door weersatellieten en weerboeien. Door de verbetering van de vliegtuignavigatie nam het belang van weerschepen voor de luchtvaart af. In 1975 werd de dienst overgenomen door de Wereld Meteorologische Organisatie. Het aantal oceaanstations werd wegens geldgebrek en andere investeringen beperkt, tot er uiteindelijk in 1996 nog maar één station over was, het weerschip Polarfront (ook bekend als weerstation Mike) tussen Noorwegen en IJsland. De weerschepen zijn nog altijd een gemis voor meteorologen omdat een weerballon, die tegenwoordig twee keer per dag metingen in de atmosfeer tot 25 km hoogte doet, nog steeds niet door een satelliet kan worden vervangen.

## Geschiedenis

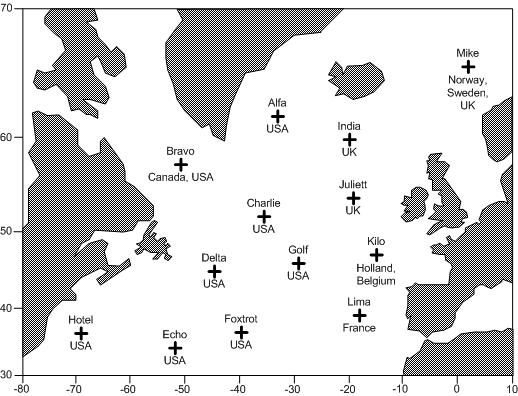
Posities van weerschepen in de noordelijke Atlantische oceaan

Het weerschepennetwerk heeft zijn ontstaan mede te danken aan de Tweede Wereldoorlog, omdat de Geallieerden waarnemingen nodig hadden uit het gebied boven de noordelijke Atlantische Oceaan. Op een conferentie in 1946 werd het belang van dergelijke waarnemingen onderstreept.
De ICAO richtte in 1946 een netwerk op van dertien weerstations op de oceaan. De overeenkomst over de weerstations eindigde in 1996. Het weerschip Polarfront van het Noorse Meteorologische Instituut was het laatste nog operationele weerschip tot 28 november 2009 en was gesitueerd op de poolcirkel tussen IJsland en Noorwegen.

## Rijksluchtvaartdienst en KNMI

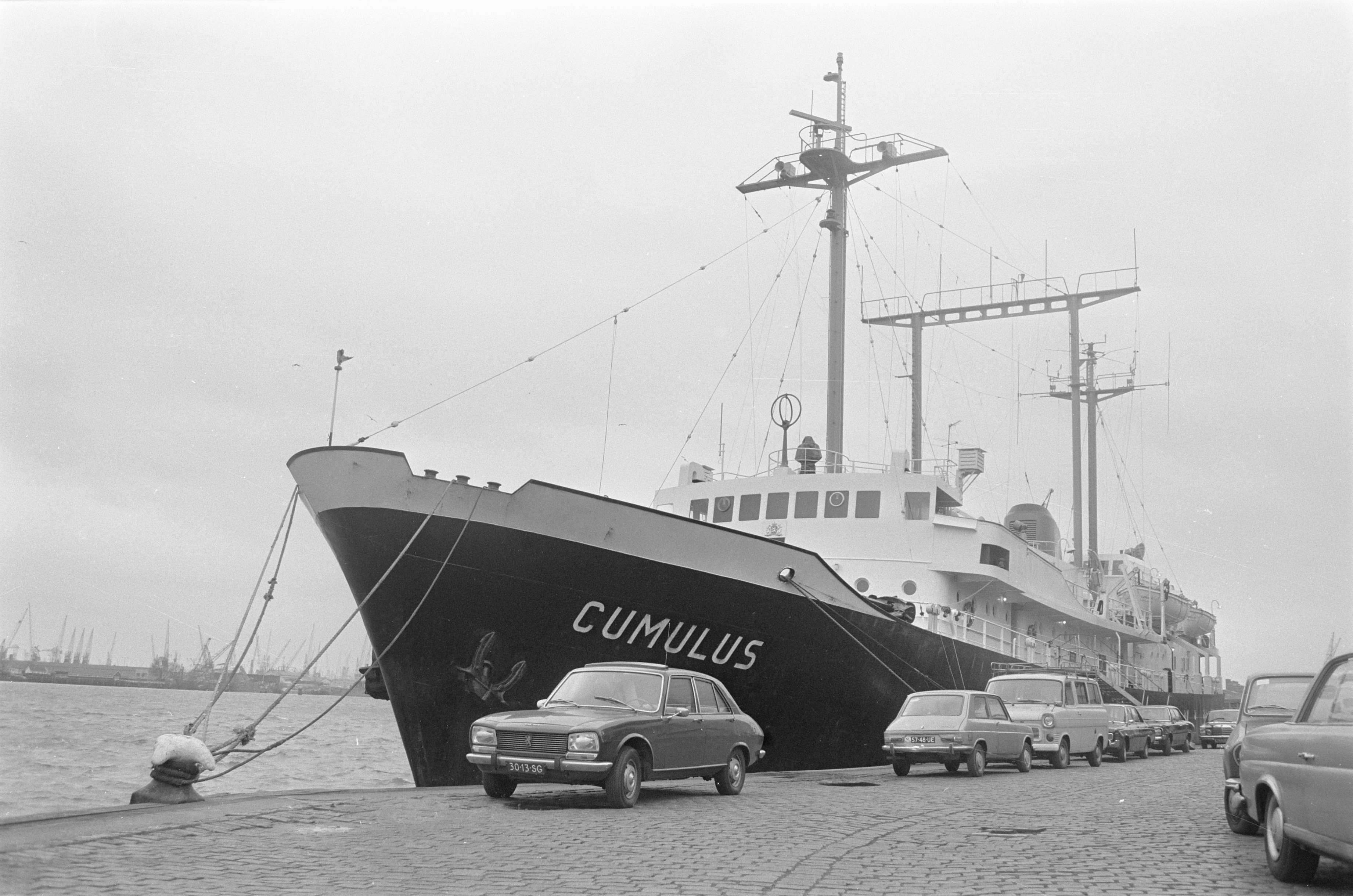
Het weerschip Cumulus II, in 1975 door de Rijksluchtvaartdienst overgedragen aan het KNMI

Nederland kocht twee Amerikaanse fregatten, die werden aangepast en omgedoopt tot de weerschepen Cirrus en Cumulus, waarmee de Rijksluchtvaartdienst in samenwerking met het KNMI officieel vanaf 1947 deelnamen aan het waarnemingsnet. Rederij Van Nievelt Goudriaan & Co zorgde voor de bemanning, de bevoorrading en het onderhoud van de schepen. De Cirrus bleef tot 1970 in de vaart en de eerste Cumulus tot 1963. In 1962 werd begonnen met de bouw van de Cumulus II door scheepswerf Gebr. van der Werf in Nijmegen. Op 18 april 1963 werd het nieuwe schip overgedragen aan Willem Jan Kruys, Directeur-generaal van de Rijksluchtvaartdienst. Het schip is twaalf jaar in dienst geweest van de Rijksluchtvaartdienst en werd in 1975 overgedragen aan het KNMI.
In 1985 maakte zij haar laatste tocht met KNMI-waarnemers aan boord. Tot juni 1996 voer zij onder Engelse vlag en daarna werd ze teruggegeven aan Nederland. Zij werd verkocht en in 1998 omgebouwd tot Saudisch privéjacht Salem, onder de vlag van Gibraltar met als thuishaven Palma de Mallorca.